# Jintang Bridge
Il Jintang Bridge (cinese: 金塘 大桥; pinyin: Jīntáng dàqiáo; Wu: Jin-dohn du-jiau) è un ponte strallato situato nella provincia di Zhejiang in Cina. Lungo 26 540 metri, collega l'isola di Jintang, che fa parte dell'arcipelago di Zhoushan, con la città di Ningbo (Distretto di Zhenhai).
È il più lungo dei ponti dell'autostrada G9211 Ningbo–Zhoushan.
Durante la costruzione, il 27 marzo 2008 una nave ha urtato il ponte non ancora ultimato, causando la morte di quattro persone.